# 布查戰役
布查戰役（烏克蘭語：Битва за Бучу）為2022年俄羅斯入侵烏克蘭之基輔攻勢中攻佔布查的軍事行動，戰鬥雙方為俄羅斯聯邦軍隊和烏克蘭武裝部隊。戰役從2022年2月27日持續到2022年3月31日，並以俄軍撤離而告終。該場戰役為俄軍用以包圍烏克蘭首都基輔的大規模戰略行動的一部分，而烏克蘭武裝部隊於首都西郊的伊爾平、布查和霍斯托梅爾抵抗了俄羅斯的進攻。基輔州國家管理局稱布查為基輔州最危險的地方之一， 並在俄羅斯軍隊從布查撤軍後，发布了俄羅斯對該市犯下戰爭罪行的報導，引发國際關注。

## 序幕
2月25日，俄羅斯軍隊在突破了伊萬基夫的烏克蘭防線後，從西北部向霍斯托梅爾郊區及安托諾夫機場推進，佔領了機場並在該鎮建立了據點。儘管烏克蘭在霍斯托梅爾仍有持續性交火，但俄羅斯軍隊開始轉向南方推進，以佔領鄰近的伊爾平和布查等城市，以達成包圍基輔的戰略目標。當天晚上，俄羅斯士兵遭人目擊搶劫了布查附近的公寓大樓。

## 戰鬥

### 二月
2月27日，俄羅斯地面部隊進入布查境內，該部隊由軍由俄羅斯空降軍和俄羅斯陸軍的坦克、工兵部隊及第36集團軍預備役所組成，並配有俄羅斯國民警衛隊下轄的特別迅速應變分隊（SOBR）和特別用途機動單位（OMON）兩支特種警察部隊。隨後俄羅斯部隊對該市進行砲擊並摧毀數座建築物和基礎設施，進而使當地居民喪失水、電和天燃氣的供給。
隨後俄羅斯軍隊的部分士兵成功突破布查並向鄰近的伊爾平推進，據記錄指出一支俄羅斯裝甲部隊摧毀位在布查的阿富汗戰爭紀念碑，因該紀念碑外觀與裝甲運兵車相似。據烏克蘭記者安德烈·查普利連科報導指出，俄羅斯軍隊攻擊了一輛民用車輛，並造成一人死亡及一人受傷。

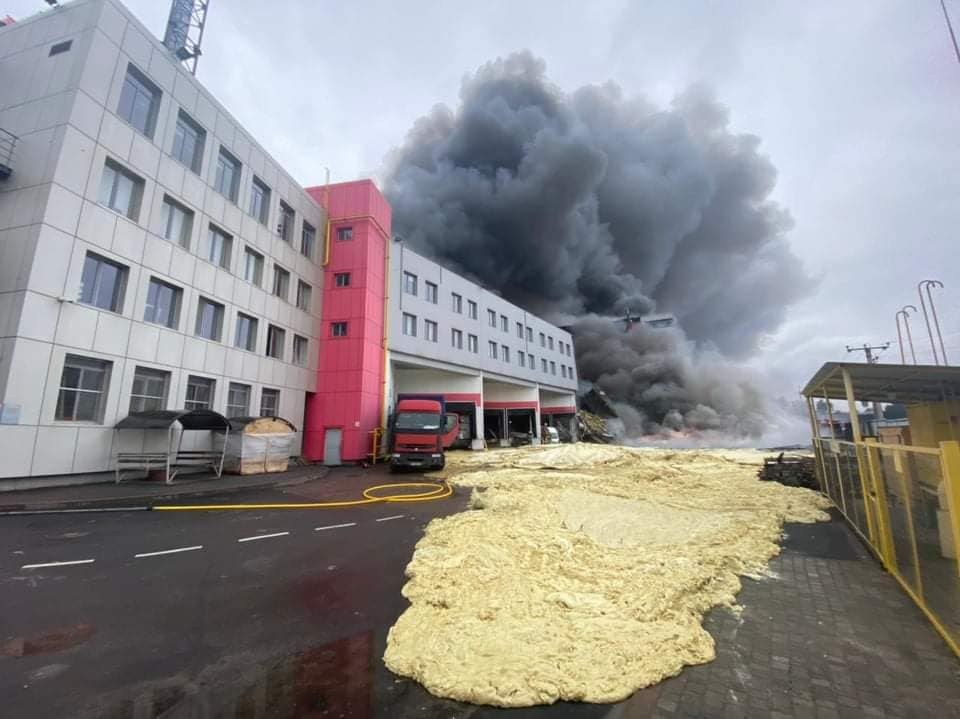
布查附近柴基（Chaiky）村的一座儲有泡沫噴霧的工業建築被俄羅斯導彈擊中

而烏克蘭軍隊使用飛彈和大砲對地及對空反擊以阻止俄羅斯進軍布哈。烏克蘭國家特別通信局的報告指出，烏克蘭成功砲擊俄羅斯裝甲車車隊並摧毀100多輛俄羅斯裝甲載具，位於伊爾平的烏克蘭軍隊藉由摧毀連接布查和伊爾平的橋樑，成功擊斃一名特別用途機動單位軍官並阻止俄羅斯軍隊進入伊爾平。
烏克蘭官員阿列克謝·阿列斯托維奇聲稱，布查的一些居民開始與俄羅斯軍隊進行作戰，並向俄羅斯軍車和士兵投擲燃燒彈；另一位烏克蘭官員安東·格拉先科表示，當地居民成功襲擊一列俄羅斯裝甲車，至少造成一輛裝甲車著火。
2月27日稍晚，烏克蘭當局警告布查的居民不要乘坐撤離城市的公共汽車，因為烏克蘭官員尚未啟動任何撤離程序，而烏克蘭官員聲稱這是俄羅斯軍隊計劃的一部分，俄羅斯軍隊將利用平民作為人體盾牌，並使部隊得以跟隨在公共汽車後面進入基輔。
隔日，烏克蘭軍隊在布查與俄羅斯裝甲縱隊交戰並擊滅該部隊，隨後布查市市長阿納托利·彼得羅維奇·費多魯克發布了一段顯示冒煙的俄羅斯裝甲車輛影片，費多魯克聲稱沒有烏克蘭人因小規模衝突而傷亡。

### 三月
3月1日，被毀壞和廢棄之俄羅斯軍事設備的照片開始在烏克蘭新聞媒體上流傳，一些人將布查描述為俄羅斯毀棄軍事設備的墓地。3月2日，烏克蘭政府開始向布查運送人道主義援助，第二天，基輔州國家管理局宣佈在布查和伊爾平進行疏散。據報導指出有1,500多名婦女和兒童乘坐火車撤離，而250人乘坐公共汽車疏散撤離。
然而根據烏克蘭官員的報告指出，由於部份鐵路在戰鬥中被摧毀，使得疏散過程更加很艱辛。3月3日稍晚，烏克蘭陸軍宣布烏克蘭軍隊奪回了布查，並發布了一段烏克蘭士兵在市議會大樓附近升起烏克蘭國旗的影片。烏克蘭應急小組也恢復了城市的電力供應，然而俄羅斯軍隊繼續在布查內纏鬥，但被烏克蘭軍隊擊退並被推進到城市的郊區。
2022年3月4日，費多魯克證實，儘管俄羅斯軍隊不斷發動襲擊，這座城市仍處於烏克蘭控制之下，俄羅斯軍隊位報復殺死了三名剛將狗糧送到犬隻收容所並開車返家的手無寸鐵烏克蘭平民。3月5日，俄羅斯軍隊繼續攻擊布哈，隨後阿列克謝·阿列斯托維奇表示俄羅斯軍隊已經佔領了布查和霍斯托梅爾，並且不允許平民進行撤離；當日早上7點15分左右，俄羅斯士兵發現並向一對載有兩個家庭的車隊開火，前車在槍擊中著火並燒死了當中的兩個孩子和孩童母親，俄羅斯士兵更槍殺後車上的一名男子。
2022年3月6日，俄羅斯加強對該市的砲擊，造成部分平民傷亡。布查市議會報告說，平民正於地下室避難，但由於不斷的轟炸使得該市無法獲得人道主義援助。斯沃博達電台報導說，被佔領的城市正在耗盡物資，俄羅斯士兵正在殺害平民。第二天，俄羅斯軍隊在布查部署了三支裝甲部隊，準備向伊爾平進軍。後來前伊爾平市長弗拉基米爾·安德烈耶維奇·卡拉普柳克表示，俄羅斯軍隊摧毀了布查的玻璃塑膠及纖維研究所，釋放出丙酮和其他化學物質的煙霧。
2022年3月8日，費多魯克表示烏克蘭軍隊仍在布查戰鬥並已成功收復領土，不過同時他也表示俄軍控制了該市所有主要公路並加大砲擊力度，不允許布查居民離開家園。當日稍晚，俄羅斯佔領者允許平民在有限的時間內外出，以便清運屍體和烹飪食物，然而這座城市因所有變電站處在俄羅斯軍隊的控制下而未能回復電力供給。隔日，烏克蘭軍隊將包括布查在內的基輔州進行了大規模撤離，共撤離多達20,000名基輔州平民，並藉由基輔州國家管理局描述了布查在戰鬥和疏散中的緊張局勢。
2022年3月12日，布查市議會宣布俄羅斯軍隊已完全佔領該市，並表示俄羅斯軍隊不允許居民離開他們的房屋，有時會向平民開槍。儘管遭受俄羅斯軍隊佔領，但一些平民還是成功地藉由搭乘由20輛公共汽車所組成的車隊撤離了該市。

### 俄羅斯佔領
3月13日，居民將遭俄羅斯大砲炸死的67人埋葬在布查一座教堂附近的亂葬坑中，當中有些屍體已無法進行辨認，
隨後有人看到一些俄羅斯士兵進入城裡屋舍進行搶劫。到3月15日，俄羅斯軍隊開始佔領市政廳，並俘虜了大樓內的員工，俄軍於次日釋放當中的平民。與此同時，電子出版商歐布斯列瓦登發布了一段影片，顯示廢棄的俄羅斯裝甲車停在住宅車道和車庫中。
據烏克蘭軍方稱3月16日其部隊對包括布哈在內基輔周圍的俄羅斯控制區發起了反擊，
3月22日基輔地區軍事管理局局長亞歷山大·帕夫柳克表示，布查和霍斯托梅爾處於俄羅斯軍隊的控制之下，烏克蘭無法在那裡採取進攻行動，烏克蘭軍隊的主要任務是阻止俄羅斯軍隊越過伊爾平河。

### 烏克蘭收復

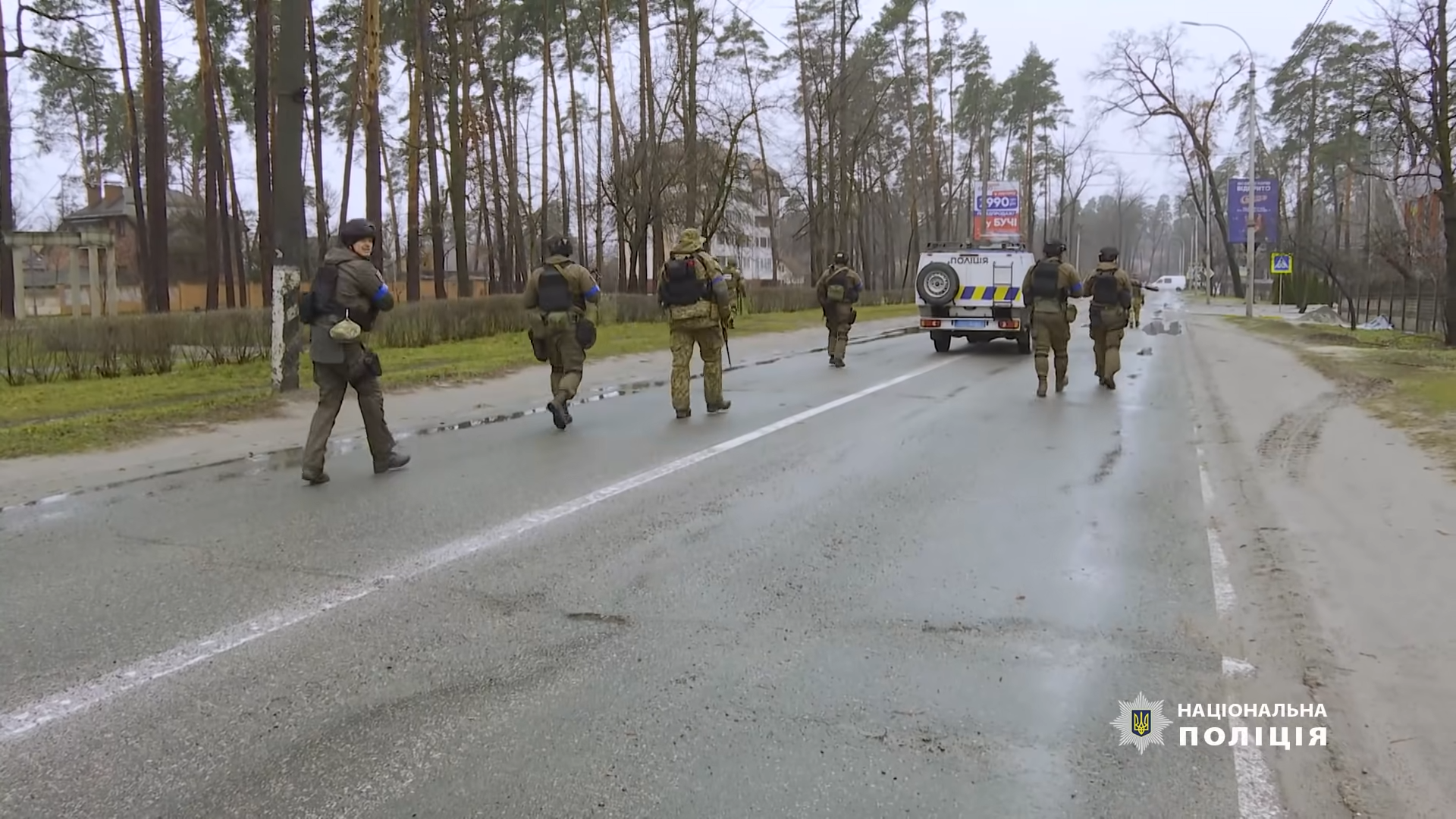
烏克蘭警察於4月2日進駐布查

3月29日，俄羅斯國防部副部長亞歷山大·福明宣布，俄羅斯軍方將減少其在基輔和車尼希夫附近的活動。3月31日，烏克蘭軍隊正在進入布查，當時與正從該地區全面撤退的俄羅斯軍隊碰頭，導致雙方軍隊發生激烈戰鬥。次日，烏克蘭基輔地區軍事行政局負責人亞歷山大·帕夫柳克宣布，布查地區大部分已被重新收復，並聲稱俄羅斯軍隊正試圖撤退而烏克蘭人則不懈的進行反攻。然而戰鬥仍然在布查以北和霍斯托梅爾－布查－沃爾澤利戰線上進持續進行。同時費多魯克市長和戰爭研究所於報導指出，截至3月31日烏克蘭軍隊已完全從俄羅斯軍隊手中奪回布查。

## 布查大屠殺
4月2日在烏克蘭收復布查後，市內留下大量死亡平民屍骸的情況藉由直播的方式發佈到社群媒體，有證據表明俄羅斯軍隊該佔領地區犯下諸多戰爭罪行。根據《泰晤士報》和《華盛頓郵報》報導，他們在一個地下室中發現了18具被虐殺的男女和兒童的殘缺不全的屍骸，該屍骸具有顯示其生前飽受酷刑的證據，如遭剪下的耳朵及拔掉的牙齒，而其他被俄羅斯士兵在撤退時用炸彈誘殺的平民屍體則遭隨意棄置路上。
隨著大量證據及畫面的流出，烏克蘭政府表示他們正在收集戰爭罪布查大屠殺的證據，烏克蘭總統澤連斯基則於4月5日在聯合國安理會發表演說時表示，俄羅斯軍隊占領布查所犯下的罪刑與伊斯蘭國恐怖分子占領相比無異，同時表示發生在布查的大屠殺只是俄羅斯軍隊41天來在烏克蘭土地上所作所為的眾多例子之一，同時呼籲建立特別法庭調查俄羅斯軍隊的罪行並將俄羅斯排除在聯合國安理會之外。

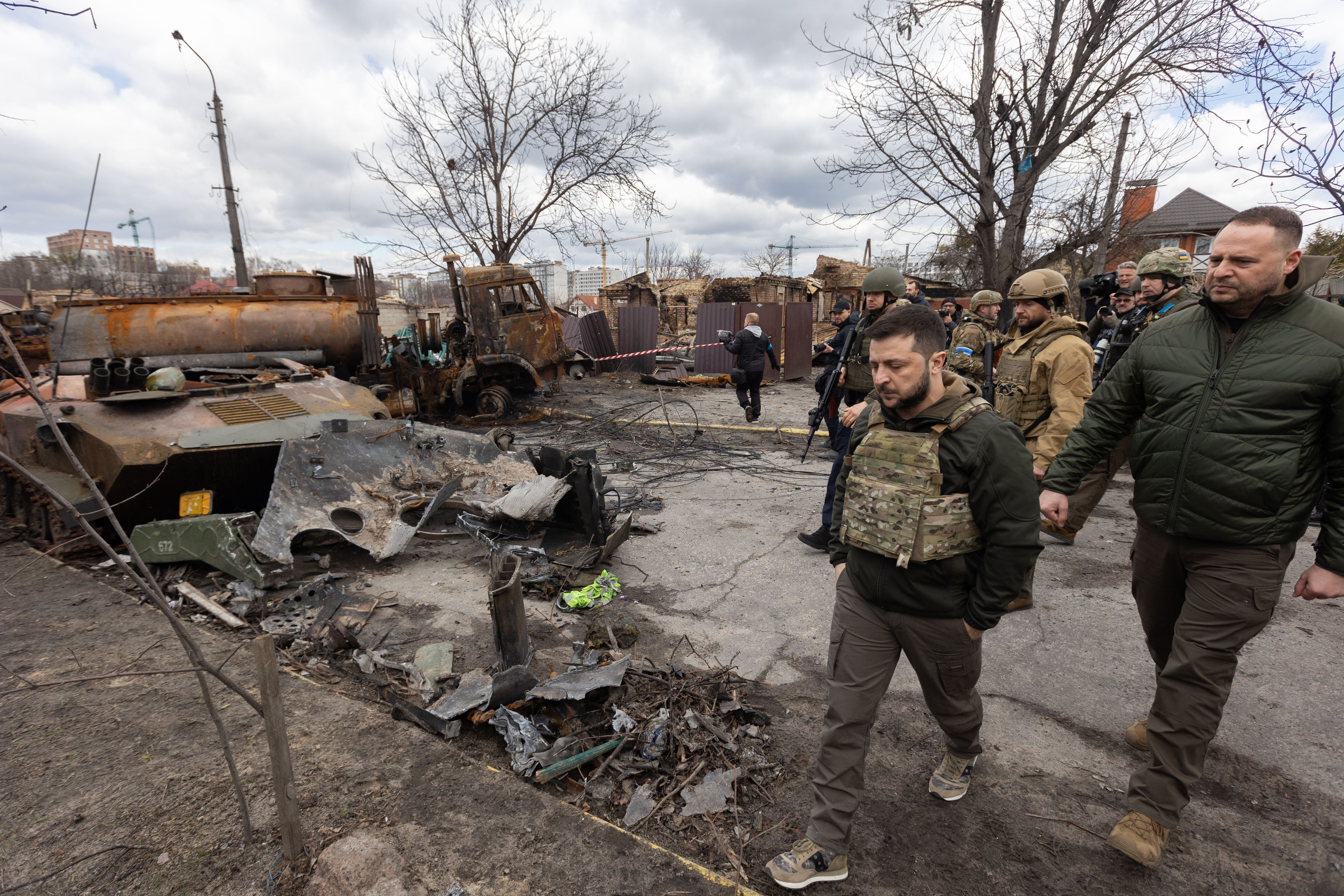
戰後前往布查勘災的烏克蘭總統澤倫斯基

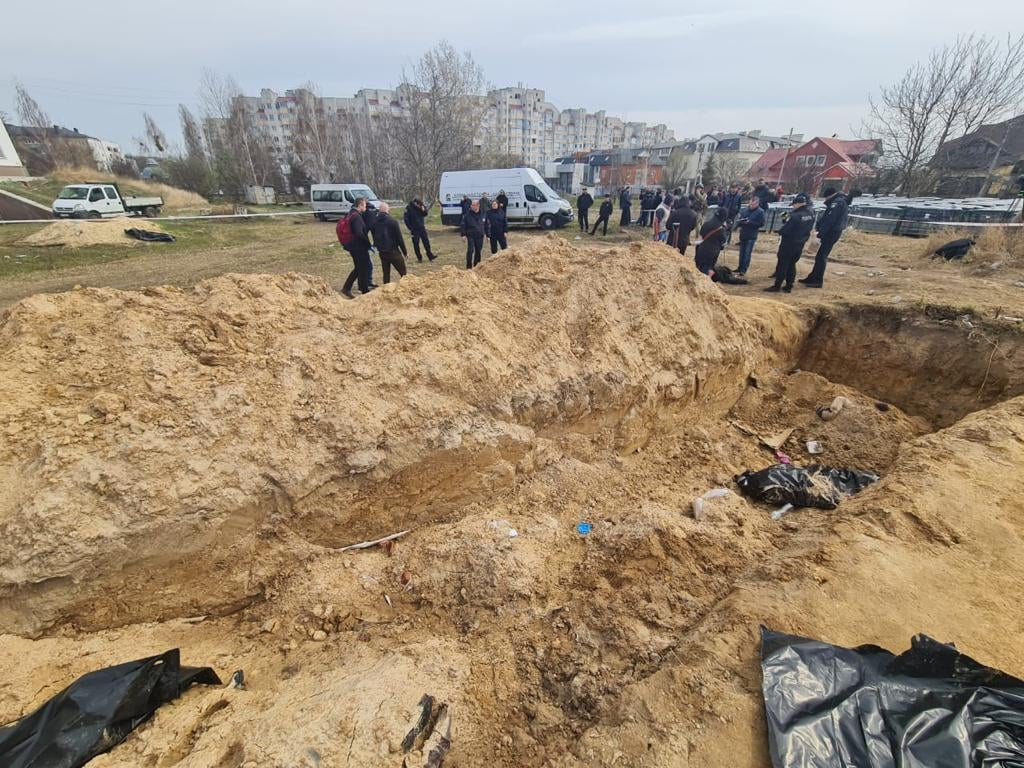
2022年4月8日，從布查一座教堂附近的亂葬崗中所挖掘出之屍體。

## 外部連結
- , 人權觀察, 2022-04-03  [2022-04-05], （原始内容存档于2022-04-03） （英语）